# Nederlands Palestina Komitee

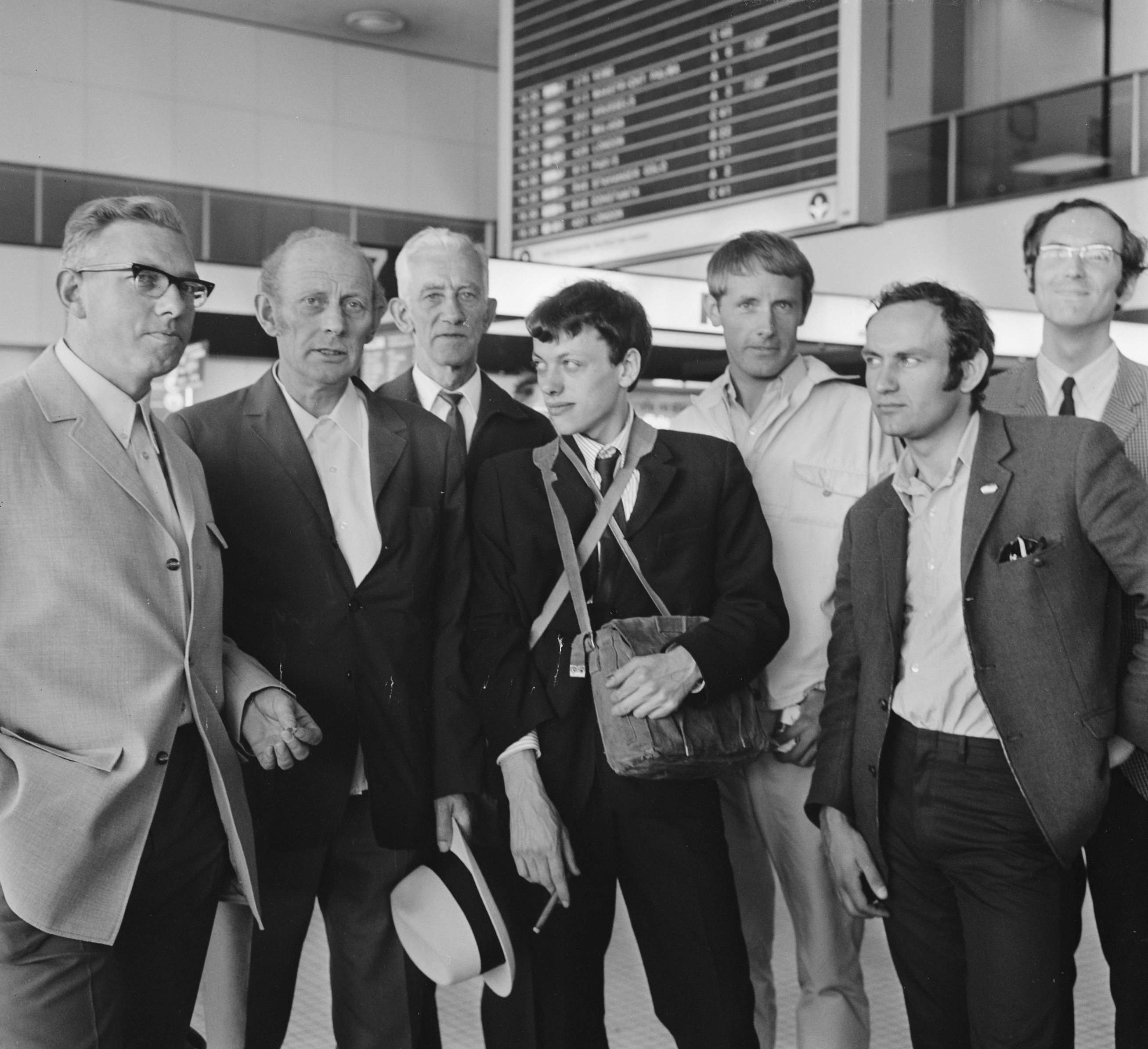
Nederlands Palestina Komitee (1969), v.l.n.r.: pater J. van Eupen, J. H. Davio, Piet Nak, B. de Wolf, onbekende, Bertus Hendriks en Wim Bartels.

Het Nederlands Palestina Komitee (NPK) is een actiegroep die streeft naar versterking van de solidariteit met de Palestijnen. Het comité, formeel een stichting, werd opgericht op 15 mei 1969. Het ziet zichzelf als "onderdeel van een mondiale beweging tegen uitbuiting, onderdrukking, discriminatie en racisme". De organisatie wordt geleid door vrijwilligers.

## Oprichting en organisatie
Het Nederlands Palestina Komitee werd opgericht een kleine twee jaar na de Zesdaagse Oorlog, waarin Israël de Westelijke Jordaanoever veroverde op Jordanië en de Gazastrook op Egypte. De publieke opinie in Nederland was in die jaren sterk op de hand van Israël. Bekende personen die bij de oprichting van het Komitee in 1969 betrokken waren, zijn onder meer Piet Nak, Mahmoud Rabbani en Kees Wagtendonk. De eerste voorzitter was Lucas Grollenberg, en Bertus Hendriks was voorzitter van 1970 tot 1978. Anno 2019 is de Palestijns-Nederlandse activist Ibrahim Al-Baz lid van het bestuur.
Het NPK maakt deel uit van het Europese Palestina-solidariteitsnetwerk ECCP (European Coordination of Committees and Associations for Palestine). Ook worden er regelmatig openbare bijeenkomsten georganiseerd.

## Streven
Het NPK streeft naar duurzame en rechtvaardige vrede tussen de bewoners van Israël en Palestina, wat volgens het Komitee alleen mogelijk is wanneer alle huidige bewoners van Israël, de Westelijke Jordaanoever en de Strook van Gaza, alsmede de Palestijnse vluchtelingen over gelijke rechten beschikken binnen de genoemde gebieden. Vanuit die visie bestrijdt het NPK de Israëlische politiek in de regio Palestina. Uitgangspunt is voor het NPK ook dat alle Palestijnen, binnen en buiten Palestina, een stem dienen te hebben in de besluitvorming omtrent zaken met betrekking tot hun welzijn en hun toekomst. Het NPK houdt onverkort vast aan het recht op terugkeer of compensatie dat alle Palestijnse vluchtelingen kregen van VN-resolutie 194.
Aanvankelijk beschouwde het Palestina Komitee de Palestijnse Bevrijdingsorganisatie (PLO) als enige vertegenwoordiger van het Palestijnse volk en onderschreef het de standpunten van deze organisatie.
Het Komitee levert een actieve bijdrage aan de mondiale BDS-campagnes tegen wat binnen deze beweging de Israëlische overheersing van het Palestijnse volk en Israëlische apartheid wordt genoemd.

## Ontwikkelingen

### Ongewild betrokken

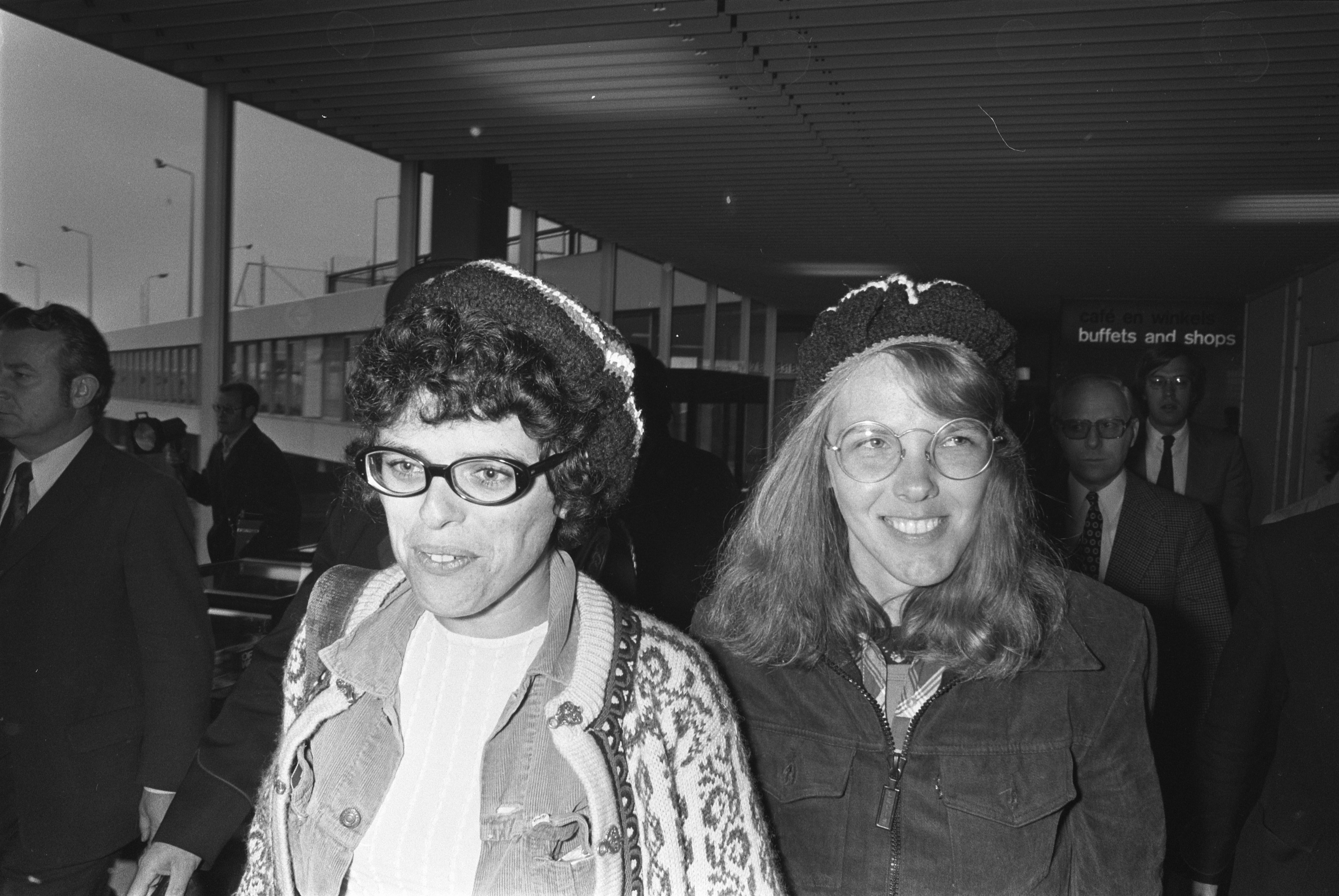
Witkam en Heijnsbroek bij terugkeer op Schiphol

In 1974 werden de twee studentes Margot Heijnsbroek en Paula Witkam, lid van de Leidse afdeling het NPK, bij hun rondreis in het Midden-Oosten bij de grens Allenbybrug door de Israëlische douane aangehouden en gevangen gezet. Volgens de aanklacht zou het gaan om het overbrengen van een boodschap voor een vijandige organisatie met een handleiding voor het maken van een bom. Onwetend daarvan moesten ze een in het Hebreeuws geschreven verklaring ondertekenen en voor de militaire rechtbank een bekentenis afleggen. Later verklaarden ze de verhoren als intimiderend te hebben ervaren. De advocate, Felicia Langer maakte bezwaar tegen een tweede bekentenis van Margot Heijnsbroek omdat die was afgelegd na elf dagen isolatie, ontzegging van het recht tot contact met de Nederlandse consul en onder invloed van koorts. Na ruim twee maanden werden ze uitgewezen. Hun medelid, die op de Westelijke Jordaanoever verbleef en onwetend was van de situatie werd ook gevangen gezet en daarna uitgewezen.

### Latere ontwikkelingen
Het comité was op 12 juni 1982, toen werd gedemonstreerd tegen de Israëlisch-Libanese Oorlog, slachtoffer van brandstichting in zijn hoofdkantoor te Amsterdam.
In 1988 kwam een koerswijziging in de PLO en werd gestreefd naar een tweestaten-oplossing, een wijziging die gevolgd werd door het NPK.
Na de ondertekening van de Akkoorden van Oslo nam het NPK afstand van de PLO en verwijderde de passage uit de doelstellingen waarin de PLO de enige vertegenwoordiger van het Palestijnse volk werd genoemd. Sinds deze Oslo-akkoorden had het comité te maken met een sterke terugloop in aanhang en aandacht, waardoor een in 2001 opnieuw afgekondigde boycot van Israëlische producten niet van de grond kwam.

## Marginaal
Het NPK heeft in de politiek en publieke opinie vanaf het begin een marginale positie ingenomen. Men volgde de lijn van de PLO, die in de beginjaren van het NPK nog ronduit als een terroristische organisatie werd beschouwd. Nederland was in die tijd nog sterk op de hand van Israël, en de pro-Israëllobby was veel sterker dan de pro-Palestijnse. Echt salonfähig werd het NPK pas nadat de PLO zelf, onder Yasser Arafat, een diplomatiek offensief startte, en stapje voor stapje het politieke toneel veroverde. Met name de meer fundamentele standpunten van het NPK over de toekomst van Israël en Palestina konden en kunnen op tegenstand rekenen. In oktober 1970 formuleerde het NPK zijn doelstelling nog als volgt:
"Het Komitee ondersteunt de strijd van het Palestijnse volk voor de verwezenlijking van één democratisch Palestina.
Deze strijd beoogt (...) het zionistisch staatsbestel te vervangen door een sociale orde, waarbinnen de joodse bevolking van het huidige Israël en de Palestijnen als gelijkwaardige burgers samen kunnen leven ..."

## Publicaties
Sinds 1986 wordt het tijdschrift Soemoed ('vastberadenheid') uitgegeven, als opvolger van de Nieuwsbrief van het NPK. Ook worden er periodiek boeken en brochures uitgegeven. Ter gelegenheid van 60 jaar "Al-Nakba" werd er een speciaal bulletin uitgegeven

## Trivia
Bij gelegenheid van het 25-jarig bestaan van de staat Israël ontwierp Jan Wolkers voor het Palestina Komitee een affiche voor zijn demonstratieve bijeenkomst op 2 mei 1973 in Krasnapolsky in Amsterdam met het thema:"25 jaar Israel, 25 jaar onderdrukking Palestijnen". Spreker die avond was Moshe Machover.